# Perche (Isac)
Der Perche ist ein Fluss in Frankreich, der im Département Loire-Atlantique in der Region Pays de la Loire verläuft. Er entspringt an der Gemeindegrenze von Marsac-sur-Don und Vay, entwässert in mehreren Schleifen generell in Richtung Südsüdwest und mündet nach rund 22 Kilometern im Gemeindegebiet von Blain als rechter Nebenfluss in den Isac.

## Orte am Fluss
(Reihenfolge in Fließrichtung)
- Le Gâvre
- L’Étriché, Gemeinde La Grigonnais
- Le Perche, Gemeinde Blain